# Japanische Brailleschrift
Die japanische Brailleschrift ist eine Version der Brailleschrift, die für die japanische Sprache entworfen wurde. Auf Japanisch wird es als tenji (点字), wörtlich Punktzeichen, bezeichnet. Diese wurde 1890 von Kuraji Ishikawa (石川倉次) entworfen und 1901 im japanischen Amtsanzeiger veröffentlicht.

## Zeichentabelle
| あ-Reihe | あ a  | い i   | う u   | え e  | お o  | Dies sind die Grundvokale.                                                                                  |
| か-Reihe | か ka | き ki  | く ku  | け ke | こ ko | In der か-Reihe wird zur Grundreihe der sechste Punkt verwendet.                                            |
| さ-Reihe | さ sa | し shi | す su  | せ se | そ so | In der さ-Reihe wird zur Grundreihe der fünfte und sechste Punkt verwendet.                                 |
| た-Reihe | た ta | ち chi | つ tsu | て te | と to | In der た-Reihe wird zur Grundreihe der dritte und fünfte Punkt verwendet.                                  |
| な-Reihe | な na | に ni  | ぬ nu  | ね ne | の no | In der な-Reihe wird zur Grundreihe der dritte Punkt verwendet.                                             |
| は-Reihe | は ha | ひ hi  | ふ fu  | へ he | ほ ho | In der は-Reihe wird zur Grundreihe der dritte und sechste Punkt verwendet.                                 |
| ま-Reihe | ま ma | み mi  | む mu  | め me | も mo | In der ま-Reihe wird zur Grundreihe der dritte, fünfte und sechste Punkt verwendet.                         |
| や-Reihe | や ya |        | ゆ yu  |       | よ yo | In der や-Reihe werden die Zeichen der Grundreihe nach ganz unten verschoben und der vierte Punkt zugefügt. |
| ら-Reihe | ら ra | り ri  | る ru  | れ re | ろ ro | In der ら-Reihe wird zur Grundreihe der fünfte Punkt verwendet.                                             |
| わ-Reihe | わ wa | ゐ wi  |        | ゑ we | を wo | In der わ-Reihe werden die Zeichen der Grundreihe nach ganz unten verschoben.                               |

| Nasallaut | sokuon | Längenzeichen | Komma | Punkt | Fragezeichen | Ausrufezeichen | Mittenpunkt |
| --------- | ------ | ------------- | ----- | ----- | ------------ | -------------- | ----------- |
| ん n      | っ     | ー            | 、    | 。    | ？           | ！             | ・          |

| dakuten (゛)      | dakuten+か         | In der ersten Zelle wird nur der fünfte Punkt verwendet (im Beispiel: が).                                   |
| handakuten (゜)   | handakuten+は      | In der ersten Zelle wird nur der sechste Punkt verwendet (im Beispiel: ぱ).                                  |
| yōon              | yōon+か            | In der ersten Zelle wird nur der vierte Punkt verwendet (im Beispiel: きゃ(kya)→か(ka)).                     |
| dakuten + yōon    | dakuten+yōon+か    | In der ersten Zelle werden der vierte und fünfte Punkt verwendet (im Beispiel: ぎゃ(gya)→きゃ(kya)→か(ka)).  |
| handakuten + yōon | handakuten+yōon+は | In der ersten Zelle werden der vierte und sechste Punkt verwendet (im Beispiel: ぴゃ(pya)→ひゃ(hya)→は(ha)). |

## Rechtschreibung
Im Allgemeinen wird japanische Braille genauso geschrieben wie gedrucktes Japanisch in Kana. Es gibt allerdings einige wichtige Unterschiede:
- Im gedruckten Japanischen haben die Partikel wa und e ihre historische Schreibung als は ha und へ he bewahrt, dagegen werden sie in Braille gemäß ihrer Aussprache mit ⠄ wa und ⠋ e geschrieben.
- Langes ō und ū werden in Braille immer durch ein ⠒ (chōon), ausgedrückt, während im Hiragana die Schreibungen ou, oo und uu gebräuchlich sind.
- Da es durch das Fehlen von Kanji schwierig ist, Wortgrenzen zu identifizieren, werden Leerzeichen zur Trennung von Worten verwendet. In unmittelbarer Nachbarschaft von Satzzeichen und vor Partikeln werden diese aber nicht verwendet. So wird der Satz 今日は朝からよく晴れている sinngemäß als kyōwa asakara yoku harete iru. übertragen. Außerdem trennt ein Leerzeichen die Bestandteile von Eigennamen voneinander.